# Свободная пресвитерианская церковь Шотландии

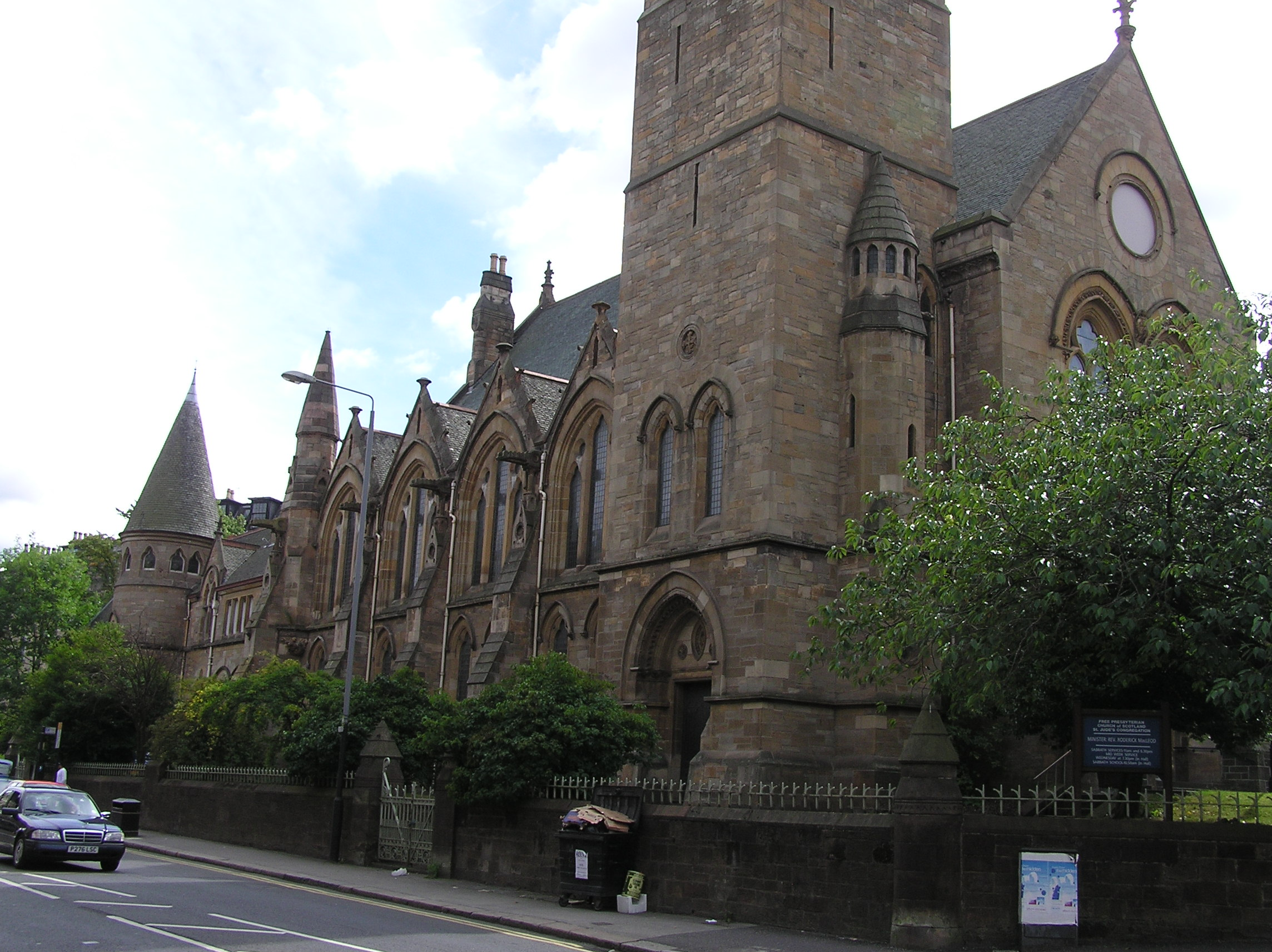

Свободная пресвитерианская церковь Шотландии — деноминация, основанная в 1893 году. Главный офис Церкви находится в Глазго. Также эта деноминация представлена на нескольких континентах. В США — Санта-Фе; Австралия — Сидней и Графтон; Сингапур; Новая Зеландия — Окленд, Веллингтон, Гизборн, Тауранга; Англия — Барнольдсвик, Лондон, Бродстерс; Ирландия — Ларн; Шотландия (основные) — Глазго, Эдинбург, Абердин, Перт, Инвернесс и т. д.; Зимбабве — шесть общин (Госпиталь, Школа), Кения — Миссия; Украина — Одесса (Церковь и Миссия).

## История
В 1892 году Свободная Церковь Шотландии, по примеру Объединённой  Пресвитерианской Церкви Шотландии и Церкви Шотландии 1889), снизив уровень строгой приверженности к Исповеданию Веры , приняла Декларативный Акт, который был широко воспринят как путь к союзу с Объединённой Пресвитерианской Церковью, тем самым открыв путь либерализму и модернизму в поклонении, учении и практике. Это было встречено протестом со стороны служителя с острова Рэасей, Дональда Макфарлана, к которому позже присоединился ещё один служитель Дональд МакДональд из Шилдаига. Результатом было то, что небольшое количество служителей и общин, в основном в Высокогорье Шотландии, разорвали связь со Свободной Церковью Шотландии, какой она была в 1892 году, и сформировали Свободную Пресвитерианскую Церковь Шотландии на более ортодоксальном основании, то есть остались верны той практике, доктринам и поклонению которые Свободная Церковь Шотландии задекларировала в 1843 году. К 1907 году Свободная Пресвитерианская Церковь Шотландии насчитывала двадцать приходов и двенадцать служителей.
Свободная Пресвитерианская Церковь Шотландии считает грехом пользоваться общественным транспортом для посещения Церкви в День Воскресный (Христианский Шаббат), Свободная Пресвитерианская Церковь Шотландии не использует современные переводы Библии, так как они не основаны на Textus Receptus. В поклонении используется акапелльное пение Псалмов Давида, переложенных в метрический размер, и не используется инструментальная музыка.